# 唐人髷
唐人髷（とうじんまげ）とは明治ごろ流行した少女の髷。
幕末ごろ、吉原の遊女が結ったものが一般に結われるようになったもの。

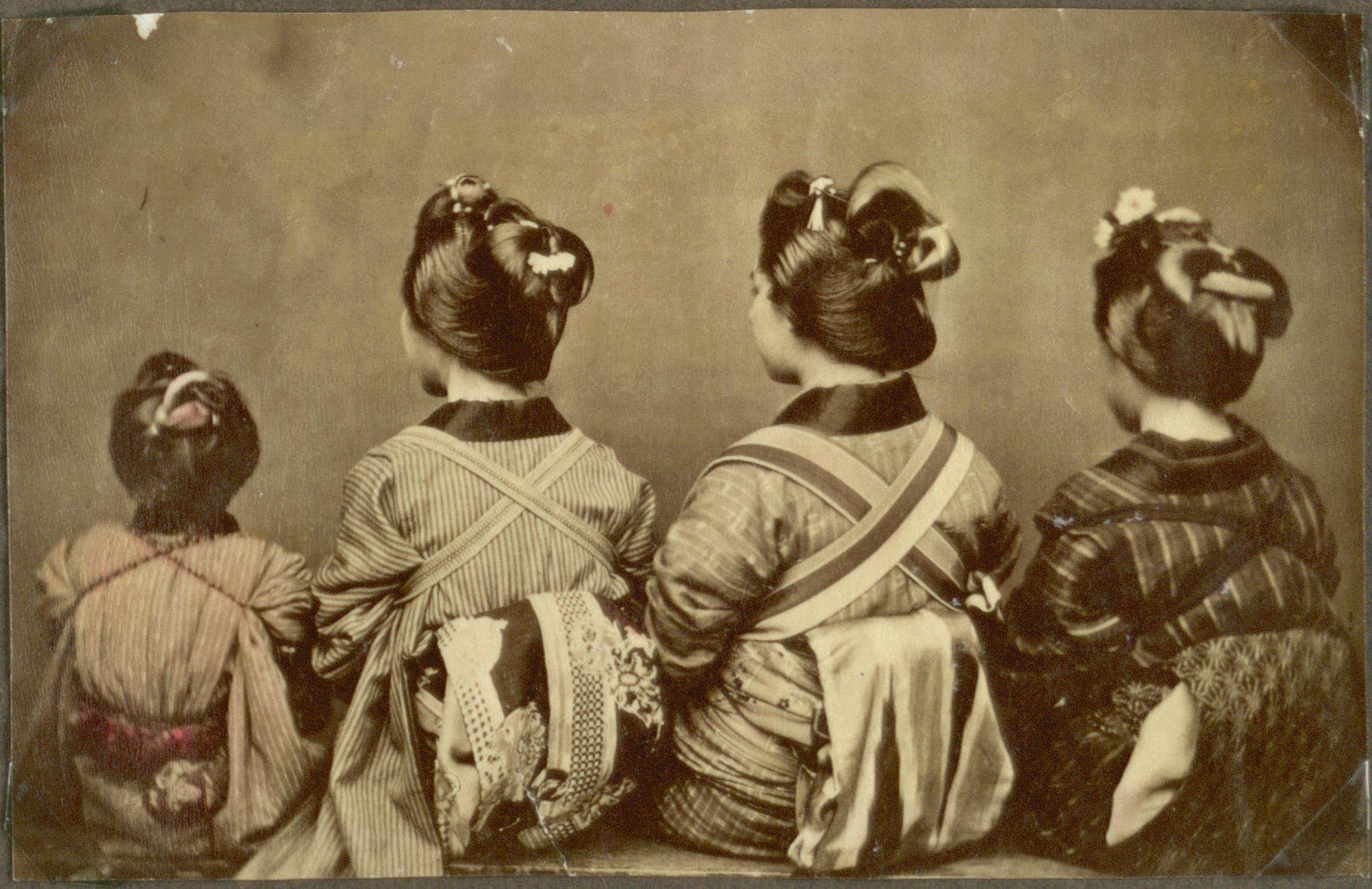
唐人髷

## 特徴
同じく銀杏返しの派生として登場した桃割れと結い方がよく似るが、丸く形作った髷の上部のみくっついている桃割れとは違い髷の上下が開いているのと、やや根が高い髷の中央部に髪を襷がけにするのが特徴。
桃割れ同様に二つに分けた髪を∞型に輪にして髷を作り、髷の中に手絡を掛ける。
桃割れを結う少女よりもやや年上の裕福な家庭の少女がよく結った。
谷崎潤一郎の「少年」という作品内で、主人公の友人の姉で大金持ちの娘の光子が唐人髷を結ったシーンが出ている。